# Yuk Young Soo
Yuk Young Soo (Hangul: 육영수; 29 de novembro de 1925 - 15 de agosto de 1974) foi a esposa do terceiro presidente sul coreano Park Chung Hee e mãe da 11ª presidente Park Geun Hye. Ela foi assassinada em 1974.

## Início da Vida
Yuk nasceu em Okcheon-gun, Chungcheong do Norte, Coreia do Sul, e é a segunda
dos três filhos de um grande proprietario.
Ela graduou na Baehwa Women's High School.
Em agosto de 1950 ela conheceu Park Chung Hee através de um parente que estava sob serviços de Park. No dia 12 de dezembro de 1950 ela se casou com Park Chung Hee. Enquanto sua mãe apoiou o casamento, seu pai foi contra, então ela se casou sem a sua benção.

## Assassinato
As 10:23 da manhã do 15 de agosto de 1974, Dia da Independencia Sul Coreana, Yuk foi atingida por um tiro disparado por Mun Se Gwang, um sul coreano residente do Japão e simpatizante da Coreia do Norte, durante uma tentativa de assassinar o presidente Park Chung Hee.
O assassinato ocorreu no Teatro Nacional da Coreia, em Seul, durante uma
cerimonia do Dia da Independência. Mun pretendia atirar em Park no lobby do teatro. Porém, sua visão foi obstruída, e ele foi forçado a entrar e se sentar
na parte de trás do teatro. Durante o discurso de Park, ele tentou se aproximar
do presidente, mas disparou inadvertidamente seu revólver da marca Smith & Wesson
de calibre 38, ferindo-se. Depois de alertar a segurança, ele correu pelo corredor
do teatro disparando violentamente. Sua segunda bala atingiu o lado esquerdo do pódio
do qual Park estava discursando. A terceira bala falhou. A quarta bala atingiu Yuk Young Soo
na cabeça, ferindo-a seriamente. Sua última bala atingiu uma bandeira que estava
decorando a parte de trás do palco. Uma bala disparada por Park Jong Gyu, um dos seguranças
do presidente, em resposta ao ataque de Mun, atravessou uma parede e matou um estudante do ensino médio, Jang Bong Hwa. Imediatamente após a captura de Mun, Park retomou seu discurso, apesar do ferimento de 
sua esposa. Após concluir o discurso, pegou a bolsa e os sapatos de sua esposa e saiu.
Yuk foi levada as pressas para o hospital em Wonnam-dong, no centro de Seul. O Dr. Shim Bo Seong, na qual era chefe do departamento de neurocirurgia do
hospital, começou a operar Yuk às 11 horas da manhã, tendo durado mais de cinco horas.
A bala danificou a maior veia no lado direito do cérebro de Yuk, tendo ficado alojado dentro do cérebro. O tipo sanguíneo de Yuk era AB, que é um tipo raro de sangue e que estava em falta na Coréia. Como resultado, o hospital teve que obter sangue de outros hospital próximos e do Serviço de Sangue da Cruz Vermelha. A cirurgia foi incapaz de salvar sua vida e ela morreu às 7:00 P.M. do mesmo dia.

## Rescaldo
Ela foi enterrada em uma funeral público no dia 19 de agosto de 1974.
Yuk Young Soo está enterrada próxima de seu marido no Cemitério Nacional de Seul.

Park compôs o seguinte poema após o dia do funeral de Yuk.

## Vida Pessoal
Yuk Young Soo e Park Chung Hee tiveram três filhos: Park Geun Hye, Park Geyn Ryoung e Park Ji Man.
Yuk Young Soo foi uma devota budista e uma devota do Templo Doseonsa em Seul.

## Ligações Externas
- Young Soo Yuk Park (em inglês) no Find a Grave [fonte confiável?]